# 拉谢勒
拉谢勒（法語：Lachelle，法語發音：[laʃɛl]）是法国瓦兹省的一个市镇，属于贡比涅区。

## 地理
拉谢勒（49°26'39"N, 2°44'5"E）面积9.07 平方千米，位于法国上法蘭西大區瓦兹省，该省份为法国北部内陆省份，北起索姆省，西接厄尔省和滨海塞纳省，南至塞纳-马恩省和瓦兹河谷省，东临埃纳省。
与拉谢勒接壤的市镇（或旧市镇、城区）包括：博日、若镇、容基耶尔、马尔尼莱贡比涅、雷米、沃内特。

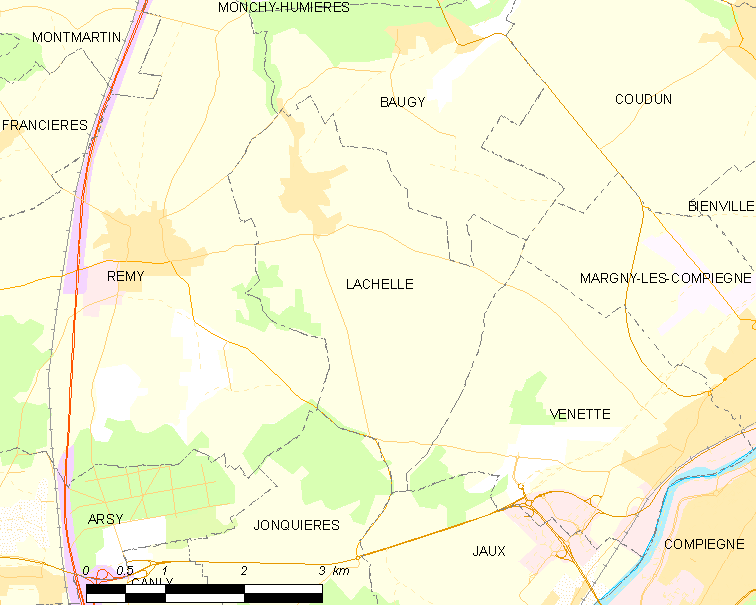
拉谢勒的OSM定位图

拉谢勒的时区为UTC+01:00、UTC+02:00（夏令时）。

## 行政
拉谢勒的邮政编码为60190，INSEE市镇编码为60337。

## 政治
拉谢勒所属的省级选区为贡比涅第二县。

## 人口

1962-2008年间拉谢勒人口变化图示

拉谢勒于2022年1月1日时的人口数量为807人。